# Apollon Grigoriev
Pour les articles homonymes, voir Grigoriev.
Apollon Alexandrovitch Grigoriev (en russe : Аполло́н Алекса́ндрович Григо́рьев), né le 16 juillet 1822 (28 juillet dans le calendrier grégorien) à Moscou, mort le 25 septembre 1864 (7 octobre dans le calendrier grégorien) à Saint-Pétersbourg, est un poète et critique littéraire et théâtral russe, auteur des chansons, traducteur de Shakespeare, Byron, Goethe et Béranger.
Il est l'ami de d'Afanassi Fet et de Fiodor Dostoïevski. Il collabore avec ce dernier à l'édition de L'Époque.

## Le poète
C'est Alexandre Blok qui fit découvrir le poète Grigoriev, plutôt connu auparavant comme critique.
Un poète lyrique tourmenté par une  intime angoisse dont vécue douloureusement, Grigoriev doute de lui-même comme poète et se tourne vers la traduction (Béranger, Lord Byron et Sophocle). Mais son œuvre poétique reste originale au point
de vue de la forme et du contenu. Il est marqué par un romantisme fort, plus proche de Pouchkine que de Lermontov, distingué des autres modèles occidentaux . Il est l'auteur du texte d'une des plus célèbres chansons folkloriques russes, Les Deux Guitares, emblématique de la culture nationale  et traduite dans de nombreuses langues (cf Charles Aznavour).

## Le critique
Grigoriev est détourné de la poésie par ses doutes sur lui-même et par sa passion pour la critique littéraire. Deux éléments importants vont marquer sa formation intellectuelle : des études universitaires dans une atmosphère imprégnée du romantisme de Schiller, Lord Byron, Lermontov, Shakespeare et d'autre part son amitié avec Alexandre Ostrovski qui lui inocula un culte pour l'originalité de l'esprit russe. Le courant slavophile eut en lui un représentant important malgré quelques désaccords avec Nikolaï Strakhov et les frères Fiodor Dostoïevski et Mikhaïl Dostoïevski. Il collabora activement aux revues de ces derniers  Le Temps et L'Époque et l'idéologie potchvennitchestvo trouva en lui un cofondateur puis un ardent défenseur.